# リンジー・ダンカン
- リンジー・ダンカン[1]
- リンゼイ・ダンカン[2]

リンジー・ヴィア・ダンカン（英: Lindsay Vere Duncan, CBE、1950年11月7日 - ）は、スコットランド出身の舞台・テレビ・映画女優である。

## 人物
舞台女優としては、ローレンス・オリヴィエ賞を2回受賞しているほか、『私生活』でトニー賞を受賞し、『危険な関係』でもトニー賞ノミネートを受けた。ダンカンはハロルド・ピンターの作品にもいくつか出演している。テレビへの出演では、アラン・ブリースデイルの『G.B.H.』で演じたバーバラ・ダグラス（1991年）、HBO・BBC・RAI共同制作のシリーズ『ROME［ローマ］』で演じたユニウス家のセルウィリア (Servilia of the Junii) （2005年 - 2007年）、『ドクター・フー』スペシャルとして2009年に放送された『火星の水』で演じたアデレード・ブルックなどの役が知られている。映画出演作としては、『スター・ウォーズ エピソード1/ファントム・メナス』（1999年）でアンドロイドのTC-14の声、ティム・バートン監督の『アリス・イン・ワンダーランド』（2010年）でアリスの母役を担当したほか、『バードマン あるいは（無知がもたらす予期せぬ奇跡）』（2014年）では不愉快な舞台批評家タビサ・ディキンスンを演じた。
2009年誕生日叙勲で、演劇への貢献が認められ大英帝国勲章・コマンダー (CBE) に叙勲された。

## 幼少期
ダンカンはスコットランド・エディンバラで労働者階級の家に生まれた。父親はイギリス陸軍に21年勤続し、その後公務員になった人物だった。両親はダンカンが子どものうちに、リーズ、続いてバーミンガムへ移住した。ダンカンはバーミンガムでエドワード6世女子高校に通った。ダンカンはスコットランド出身だが、容認発音のアクセントで喋る。2011年まで、彼女がスコットランドのアクセントで喋った役は、2003年の『アフターライフ』の1役のみだった。
ダンカンの父は、彼女が15歳の頃に自動車事故で亡くなった。母はアルツハイマー病を煩い、1994年に亡くなったが、シャーマン・マクドナルドは彼女に触発されて戯曲『ウィンター・ゲスト』を書き、後にアラン・リックマン監督で映画化された。

## 俳優としてのキャリア
ダンカンは学生時代に初めて舞台演劇に触れた。彼女は隣接するキング・エドワード男子学校に通っていたケヴィン・エリオット（脚本家）と知り合い、彼がドラマを学びに大学進学した後、エリオットを追ってブリストルに向かった。彼女は片手間の仕事をしながらジョー・オートンの "Funeral Games" を自身で手掛けた。
ダンカンは21歳でロンドンのセントラル・スクール・オブ・スピーチ・アンド・ドラマに進学した。ここで訓練を受けた後、彼女はイギリス俳優組合のカードを得るため、サウスウォルドで夏期の週間レパートリー・シアターに出演を始めた。1976年にはハムステッド・シアターで上演されたモリエールの『ドン・ジュアン』で2つの小役を得たほか、マンチェスターのロイヤル・エクスチェンジ・シアターに創設以来2年間参加した。ロイヤル・エクスチェンジ・シアターではこけら落とし公演に参加したほか、マンチェスターにいた次の2年間で8本の作品に出演した。1978年にはロンドンへ戻り、ロイヤル・ナショナル・シアターで上演されたデヴィッド・ヘアーの『プレンティ』に出演した。この頃、テレビでは『アップ・ポンペイ!』のスペシャルや『ニュー・アベンジャーズ』などの小役で出演があるほか、h&sのシャンプーコマーシャルにも出演した。彼女はキャリル・チャーチルの『トップ・ガールズ』で成功を掴み、作品はロンドンのロイヤル・コート・シアターで初演された後、ニューヨークのパブリック・シアターに場所を移して上演された。彼女は13世紀の日本人側室であるレディ・ニジョウ（英: Lady Nijo）を演じ、彼女にとって初の演劇賞となるオビー賞を受賞した。翌年には、リチャード・エアーの映画『ルース・コネクションズ』に出演し、初めて映画で大きな役を得たほか、スティーヴン・レイと共演した。同時に、テレビではフレデリック・ロンズデールの『同意のうえ』映像化版（1982年）、シドニー・ライリーの生涯を描いた『スパイ・エース』（1983年）、『デッド・ヘッド』（1985年）などに出演している。
1985年、ダンカンはロイヤル・シェイクスピア・カンパニー制作の『トロイラスとクレシダ』に参加し、トロイのヘレンを演じた。9月にはピエール・ショデルロ・ド・ラクロの同名小説をクリストファー・ハンプトンが戯曲化した『危険な関係』に出演し、メルトゥイユ侯爵夫人を演じた。作品はストラトフォード＝アポン＝エイヴォンのジ・アザー・プレイスで開演し、1986年1月8日には、キャストを変えずロンドン・バービカン・センターのザ・ピット（200人収容）に場所を移した。同年10月、公演は更にウェスト・エンド・シアターのアンバサダー・シアターに移動し、翌1987年4月にはブロードウェイ・シアターでの上演を行うまでに至った。ダンカンは自身の演技でトニー賞にノミネートされ、ローレンス・オリヴィエ賞主演女優賞、シアター・ワールド賞を受賞した。彼女の役は、スティーヴン・フリアーズによる戯曲映画版ではグレン・クローズに変えられ、共演していたアラン・リックマンのヴァルモン子爵役もジョン・マルコヴィッチに変えられた。
1988年、ダンカンはテネシー・ウィリアムズの『熱いトタン屋根の猫』で演じたマギー役で、イヴニング・スタンダード演劇賞を獲得した。同時に彼女はハロルド・ピンターの戯曲作品、アラン・ブリースデイルやスティーヴン・ポリアコフのテレビ作品でレギュラー出演するようになった。またロイヤル・シェイクスピア・カンパニーに1994年から1995年にかけての2シーズン在籍し、『夏の夜の夢』ではオリジナル・キャストのステラ・ゴネット（英: Stella Gonet）に代わり、ヒッポリタ・ティターニアの2役を演じた。彼女はこの作品のアメリカ公演にも参加したが、1997年1月から3月の公演は、首の痛みのため降板し、エミリー・バトン（英: Emily Button）に役を譲った。1994年に出演したデヴィッド・マメットの『クリプトグラム』での演技に惹かれたアル・パチーノの頼みを受け、ハロルド・ベッカー監督の『訣別の街』（1996年）では彼の妻役を演じている。
ダンカンは『スター・ウォーズ』ファンだった幼い息子を喜ばせるため、1999年の『スター・ウォーズ エピソード1/ファントム・メナス』でアナキン・スカイウォーカーの母役に挑戦したが、これは叶わず、アンドロイドのTC-14の声を担当することになった。2001年から2002年にかけては、ノエル・カワードの『私生活』でアラン・リックマンと再共演し、アマンダ・プリン役でトニー賞最優秀女優賞と2回目のオリヴィエ賞を獲得した。この年にはケヴィン・エリオットの『マウス・トゥ・マウス』Mouth To Mouth でもオリヴィエ賞へのノミネートを受けている。
ダンカンは2005年のHBO-BBC共同製作のシリーズ『ROME［ローマ］』でユニウス家のセルウィリア (Servilia of the Junii) を演じ、2006年の映画『スターター・フォー・テン』にはローズ・ハービンソン役で出演した。テレビ映画『ロングフォード』では、老けメイクを施してロングフォード卿の妻役を演じた。2009年2月にはBBCのテレビ映画『マーガレット』で英国首相マーガレット・サッチャー役を演じたほか、同じ年の11月には、同年2本目の『ドクター・フー』スペシャルで、ドクターのコンパニオン役であるアデレード・ブルックを演じた。ティム・バートン監督の『アリス・イン・ワンダーランド』（2010年）、『アリス・イン・ワンダーランド/時間の旅』（2016年）では、ミア・ワシコウスカ演じるアリスの母親役を演じた。
ダンカンはマット・スミスと共に、ロイヤル・コート・シアターで上演されたポリー・ステナムの戯曲『ザット・フェイス』に出演した。2010年から2011年にかけてBBCで放送されたモキュメンタリーシリーズ『マットとデヴィッド ボクたち空港なう。』ではナレーションを務めた（主演はマット・ルーカス、デヴィッド・ウォリアムス）。2010年10月から11月にかけては、フランク・マクギネスによるイプセンの『ヨーン・ガブリエル・ボルクマン』に出演し、ダブリンのアベイ座で開かれたこの公演では、アラン・リックマンやフィオナ・ショウと共演した。2011年1月から2月には、ブルックリン・アカデミー・オブ・ミュージックに場所を移して公演が行われた。
彼女は10年間テレビの仕事から遠ざかったアラン・ブリースデイルの頼みを受け、2011年1月に放送された『ラコニア号 知られざる戦火の奇跡』に出演し、第二次世界大戦中の実話を基にした二部構成のドラマで上流階級の乗客役を演じた。またクリストファー・イシャーウッドの同名自伝を元にケヴィン・エリオットが脚本を手掛けた『クリストファー・アンド・ヒズ・カインド』では、マット・スミス演じるイシャーウッドの母親役を演じた。2011年10月から11月にかけては、翻訳から400年を記念して、ナショナル・シアターで欽定訳聖書（ジェームズ王訳）の一部を朗読した。BBC Oneの『魔術師 MERLIN』では、第4シリーズ第5話で、マーリンの対立者でカーリオンの支配者、アニス女王（英: Queen Annis）を演じた。『ブラック・ミラー』の第1話でロリー・キニアが主演の首相を演じた『国歌』では、アレックス・ケアンズ内務大臣役を演じた。
ダンカンの2012年初仕事は、『アブソリュートリー・ファビュラス』新年スペシャルで、サフィのお気に入り映画女優のジーン・デュランド役を演じた。2月にはウェスト・エンドで、ケヴィン・マクナリー、ジェレミー・ノーサム、オリヴィア・コールマンらと共に、ハワード・デイヴィースが手掛けたノエル・カワードの『花粉熱』に出演した。この年の遅く、ダンカンはBBC Twoのシェイクスピア歴史劇『ホロウ・クラウン/嘆きの王冠』に出演し、第1作となった『リチャード二世』でヨーク公爵夫人役を演じた。
2014年10月には、ブロードウェイで開かれた、エドワード・オールビーの『デリケート・バランス』再演にクレア役で出演した。同年、彼女はこの年のアカデミー作品賞も獲得した映画『バードマン あるいは（無知がもたらす予期せぬ奇跡）』に出演し、不愉快な舞台評論家タビサ・ディキンスン役を演じている。

## 私生活

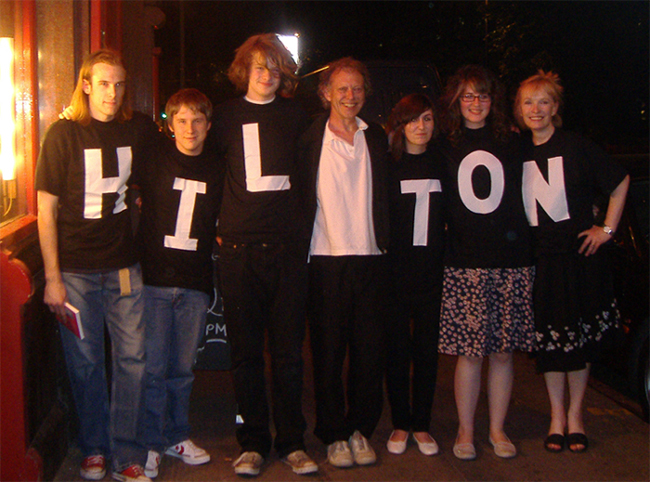
夫のマクレーらと、右端がダンカン

ダンカンは、1985年にロイヤル・シェイクスピア・カンパニーで出会った、スコットランド人俳優のヒルトン・マクレーと結婚している。夫婦は北ロンドンに住んでおり、ひとり息子がいる。
ダンカンは2009年の女王誕生日叙勲で、演劇への貢献が認められ大英帝国勲章・コマンダー (CBE) に叙勲された。